# نيل فينتر
نيل فينتر (بالإنجليزية: Neil Winter) هو منافس ألعاب قوى بريطاني، ولد في 21 مارس 1973 في تشبنهام في المملكة المتحدة.

## وصلات خارجية
- نيل فينتر على موقع الاتحاد الدولي لألعاب القوى (الإنجليزية)
- نيل فينتر على موقع أوليمبيديا (الإنجليزية)
- نيل فينتر على موقع اللجنة الأولمبية البريطانية (الإنجليزية)